# Olaf Ryeplein
Het Olaf Ryeplein (Noors: Olaf Ryes plass) is een plein en park centraal gelegen in de wijk Grünerløkka in Oslo, Noorwegen. Het plein is circa 10 hectare groot en is min of meer vierkant van vorm. In 1864 kreeg het zijn naam, vernoemd naar de Deens-Noorse officier en generaal-majoor Olaf Rye, die een belangrijke rol speelde in de Eerste Duits-Deense Oorlog.

## Achtergrond

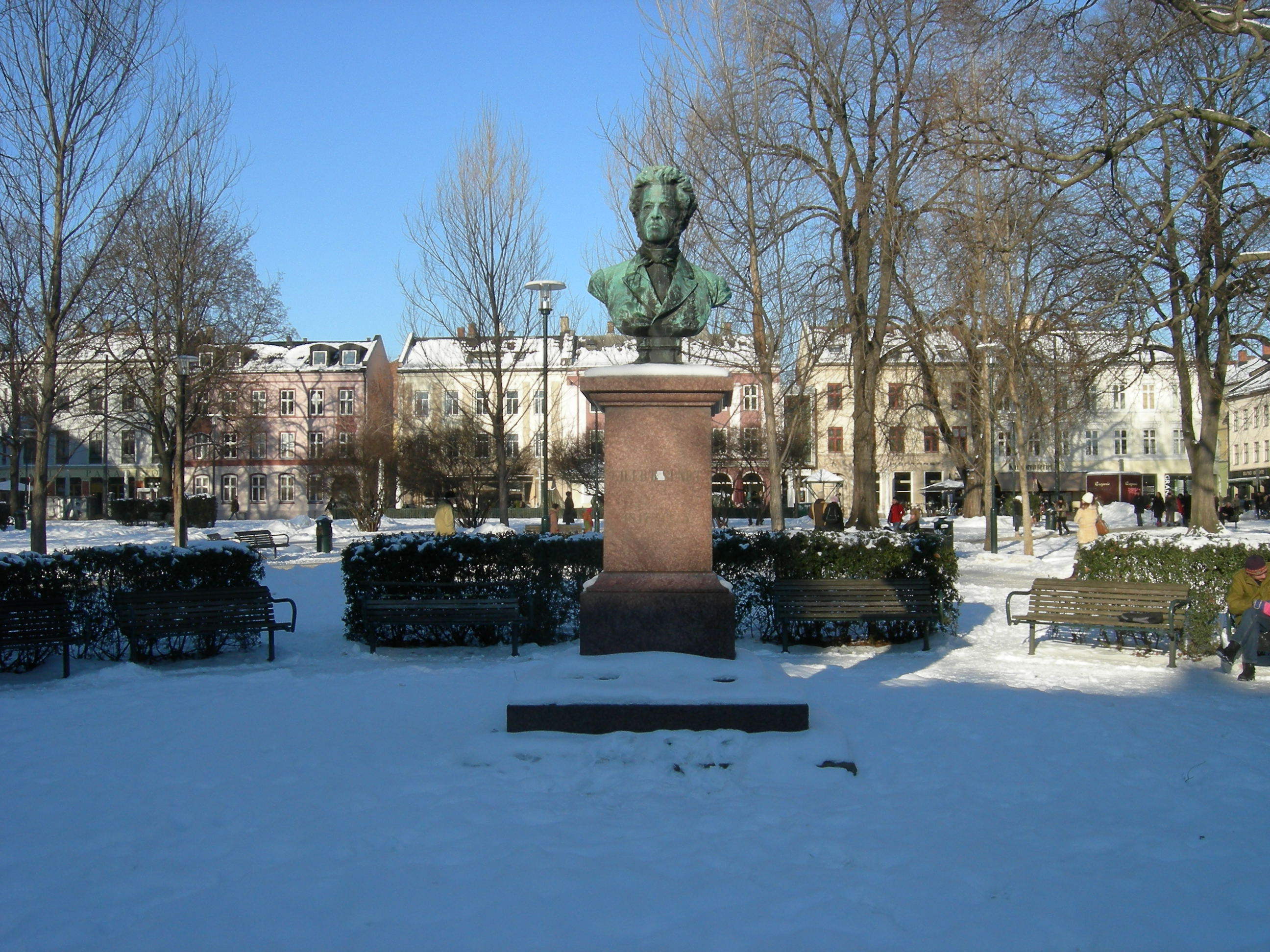
Het plein met het standbeeld van Eilert Sundt.

Het gebied behoorde tot 1858 tot de gemeente Aker (thans Akershus), toen het werd ingelijfd bij Kristiania (thans Oslo). Het was een open terrein dat in 1863 door de gemeente voor 10.000 Noorse kronen van Thorvald Meyer werd overgekocht. Een jaar later werd het vernoemd naar Rye.
In 1890 werd het geherstructureerd tot park. Het park heeft een borstbeeld van sociaal wetenschapper en theoloog Eilert Sundt, opgericht in 1892, en enkele jaren later werden een fontein en promenades toegevoegd.
Het park is omgeven door vier straten, namelijk Sofienberggata, Thorvald Meyerspoort, Grünerspoort en Markveien. Een van de meest opvallende personen die aan het park woonden, was kunstschilder Edvard Munch. Hij woonde er in 1882-1883.
In de 19e en 20e eeuw waren er verschillende theaters en bioscopen rond het park gevestigd.
In de nabije omgeving bevindt zich het Sofienbergpark.